# Голинський Григорій Васильович
Григорій Васильович Голинський (* 19 березня 1895, с. Вижній Березів, Коломийський повіт, Королівство Галичини й Володимирії, нині- Вижній Березів Косівський район Івано-Франківська область — † червень 1941, м. Івано-Франківськ) — український військовий діяч, командир Гуцульського куреня УГА, стрий видатного командира УПА Мирослава Симчича.

## Життєпис
Народився 19 березня 1895 у селі Вижному Березові на Коломийщині (тепер Косівський район Івано-Франківська область). Голинські належали до давнього боярського роду, що мав свій герб і прапор, які зберігалися у церкві Вижного Березова (1945 року дерев'яна церква згоріла).
У 1914 закінчив гімназію у Коломиї.

### В УСС
Пішов добровольцем в Українські Січові Стрільці (УСС). У половині червня 1917 Голинського направили на поповнення Гуцульської сотні, яка стояла на полонині «Попадя».
У 1918 разом з Гуцульською сотнею перебував під Єлисаветградом для придушення антинімецьких селянських повстань, однак січові стрільці відмовились від каральних акцій проти українських селян. За це йому загрожував військовий трибунал, від якого його врятував принц Вільгельм Габсбург — Василь Вишиваний.
Голинський разом із побратимами і місцевою проукраїнською громадою організував у містечку Добровеличківці читальню «Просвіти», курси української мови та українознавства, ставив театральні вистави.

### В УГА

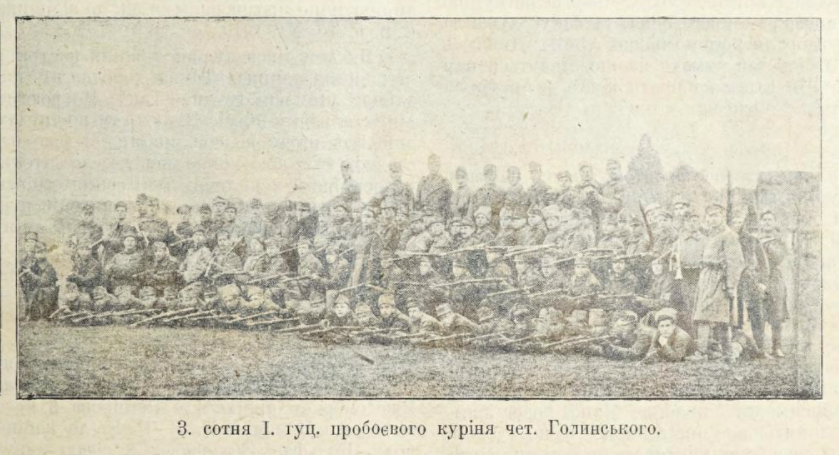
3 сотня 1-го Гуцульського пробоєвого куреня УГА четаря Голинського.

З утворенням у 1918 Західно-Української Народної Республіки Голинського командування Української Галицької Армії призначило командиром окремого гуцульського куреня з охорони тилів. Цей курінь особливо відзначився у боях під Городком.

### На еміграції
Хворим на тиф під Одесою потрапляє в російський полон. Звідти з кількома вояками здійснив втечу, емігрував до Чехо-Словаччини, навчався на філософському факультеті Українського Вільного університету, одночасно навчався на факультеті лісового господарства в чеській Вищій політехнічній школі у Празі.

### Повернення в Галичину
У 1925 повертається в Галичину під польською окупацією, поселився в Джемиґівській Поляниці, поблизу Микуличина. Допомагав членам ОУН переходити через польсько-чехословацький кордон.
Під час становлення Карпатської України переводив українських націоналістів із Галичини на Закарпаття через полонину Матейка. У березні 1939 року Григорій Голинський брав участь в боротьбі у лавах Карпатській Січі і після поразки повернувся додому.
В 1939–1941 очолював лісопункт у Микуличині.

### Загибель та перепоховання
Арештований 18 березня 1941 року та розстріляний більшовиками у станіславській в'язниці після початку радянсько-німецької війни. Захоронений у Дем'яновому лазу разом із сотнями інших в'язнів. Під час розкопок 1989 року був опізнаний та перепохований 25 лютого 1990 р. у м. Делятині. 